# Schweinitz (Pößneck)
Schweinitz is een dorp in de Duitse gemeente Pößneck in het Saale-Orla-Kreis in Thüringen. Het wordt voor het eerst genoemd in een oorkonde uit 1074.  In 1965 werd het dorp bij de gemeente Pößneck gevoegd.